# The Gates of Paradise
The Gates of Paradise – album studyjny Roberta Frippa, wydany 28 kwietnia 1998 roku nakładem Discipline Global Mobile.

## Album

### Historia i muzyka
Większość tego albumu została skompilowana z występów studyjnych nagranych w pomieszczeniu DGM wiosną 1994 roku. Utwory 1.I i 3.XI pochodzą z występów na żywo w Argentynie, które nastąpiły bezpośrednio po nich i są oparte na początkowych i końcowych soudscapes (pejzażach dźwiękowych) zrealizowanych w Cervantes Theatre w Buenos Aires 9 czerwca 1994 roku. Utwór 4.III został wykonany i zarejestrowany w foyer Queen Elizabeth Hall 9 marca 1996 roku. Albumem tym Fripp kontynuuje swoją serię Soundscape. Podobnie jak w przypadku innych jego dzieł z tego okresu, temat porusza sprawy dewocyjne i duchowe, przedstawione tu jako trudne w odbiorze frippertroniczne malarstwo dźwiękowe i samotnicze impresje autora .

### Lista utworów
Zestaw utworów:
| 1. | The Outer Darkness I. The Outer Darkness 5:02 II. Perimeter I 1:19 III. Perimeter II 0:58 IV. Wailing I 1:58 V. Perimeter III 1:15 VI. Wailing II 3:26 VII. Perimeter IV 1:23 VIII. Wailing III 3:05 IX. Black Light 4:05 X. A Wailing and Gnashing of Teeth 1:01 | 23:38 |
|    | |       |
| 2. | The Gates of Paradise I. Abandonment to Divine Providence 5:22 II. Pie Jesu 8:34 | 13:56 |
|    | |       |
| 3. | The Outer Darkness XI. In Fear and Trembling of the Lord 10:17 | 10:17 |
|    | |       |
| 4. | The Gates of Paradise III. Sometimes God Hides 6:53 IV. Acceptance 4:48 | 11:41 |
|    | |       |
|    | | 59:32 |
|    | |       |

### Personel
- Robert Fripp – gitara, soundscapes
- David Singleton – kompozytor cyfrowy
- produkcja – David Singleton, Robert Fripp (jako Tön Pröb)
- obraz na okładce „The Gates of Paradise” – John Miller

## Odbiór
Według Tima Sheridana z AllMusic „fani King Crimson i ci, którzy gustują w niecodzienności, będą zachwyceni jego [Frippa] ascetycznym ekscesem”.